# Toumaï Air Tchad
Toumai Air Tchad était la principale compagnie aérienne tchadienne entre 2004 et 2012. Elle a précédé la défunte Air Tchad et Tchadia Airlines lui a succédé en août 2018. Avec une flotte de deux avions, Toumai air Tchad reliait 16 destinations tant nationaux qu'internationaux. Sa base principale est située à l'aéroport international Hassan Djamouss de N'Djamena. Ses vols ont été suspendus en juillet 2012.
La compagnie a été dirigée par Zakaria Idriss Déby, fils du président Idriss Déby.